# توتيريج وويتستون (محطة مترو أنفاق لندن)
توتيريج وويتستون (بالإنجليزية: Totteridge & Whetstone)‏ هي إحدى محطات مترو أنفاق لندن. تقع على خط نورذيرن أفتتحت في المنطقة (Zone) رقم 4 أفتتحت في 1 أبريل 1872، 14 أبريل 1940.

## معرض صور

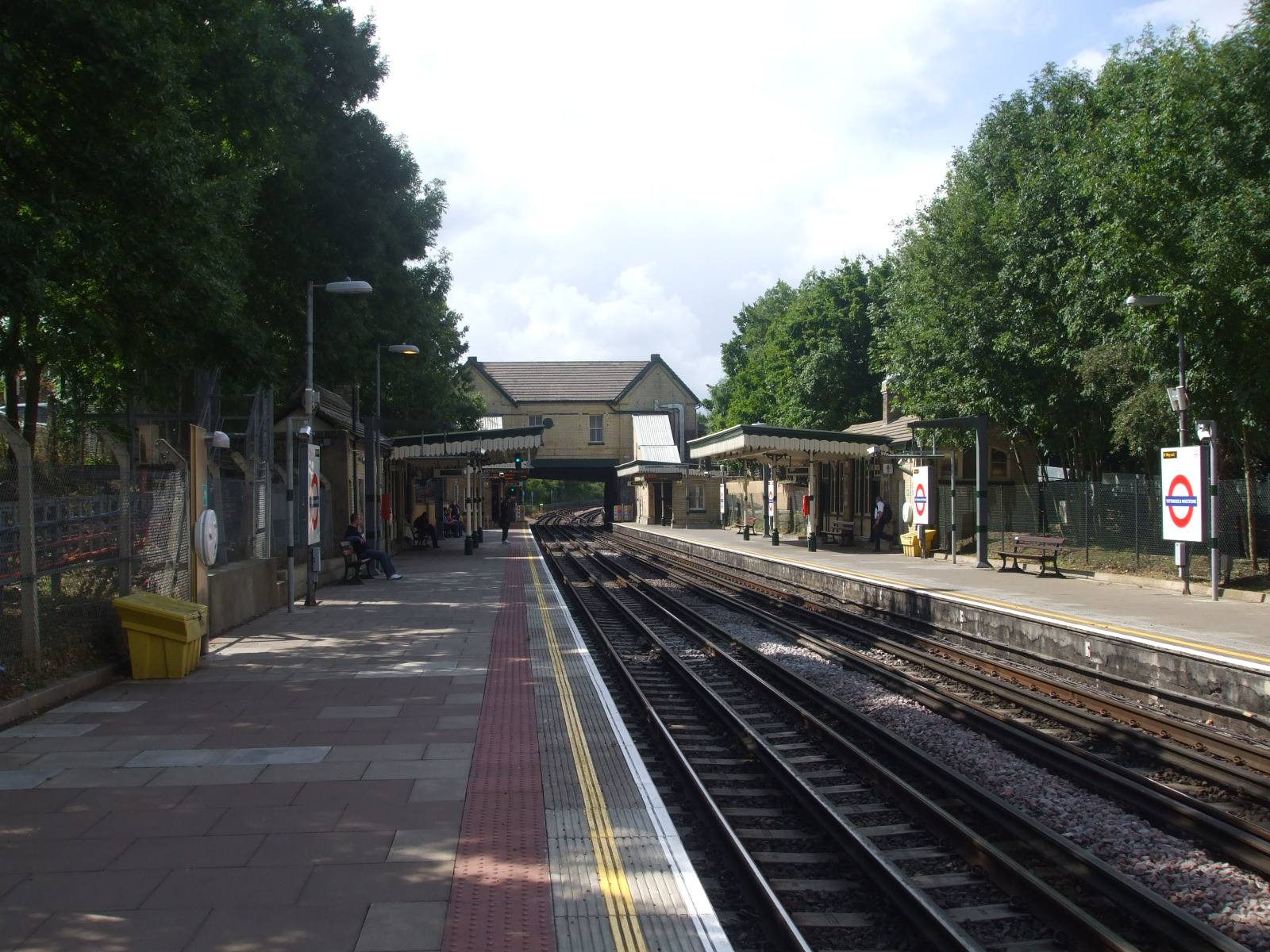
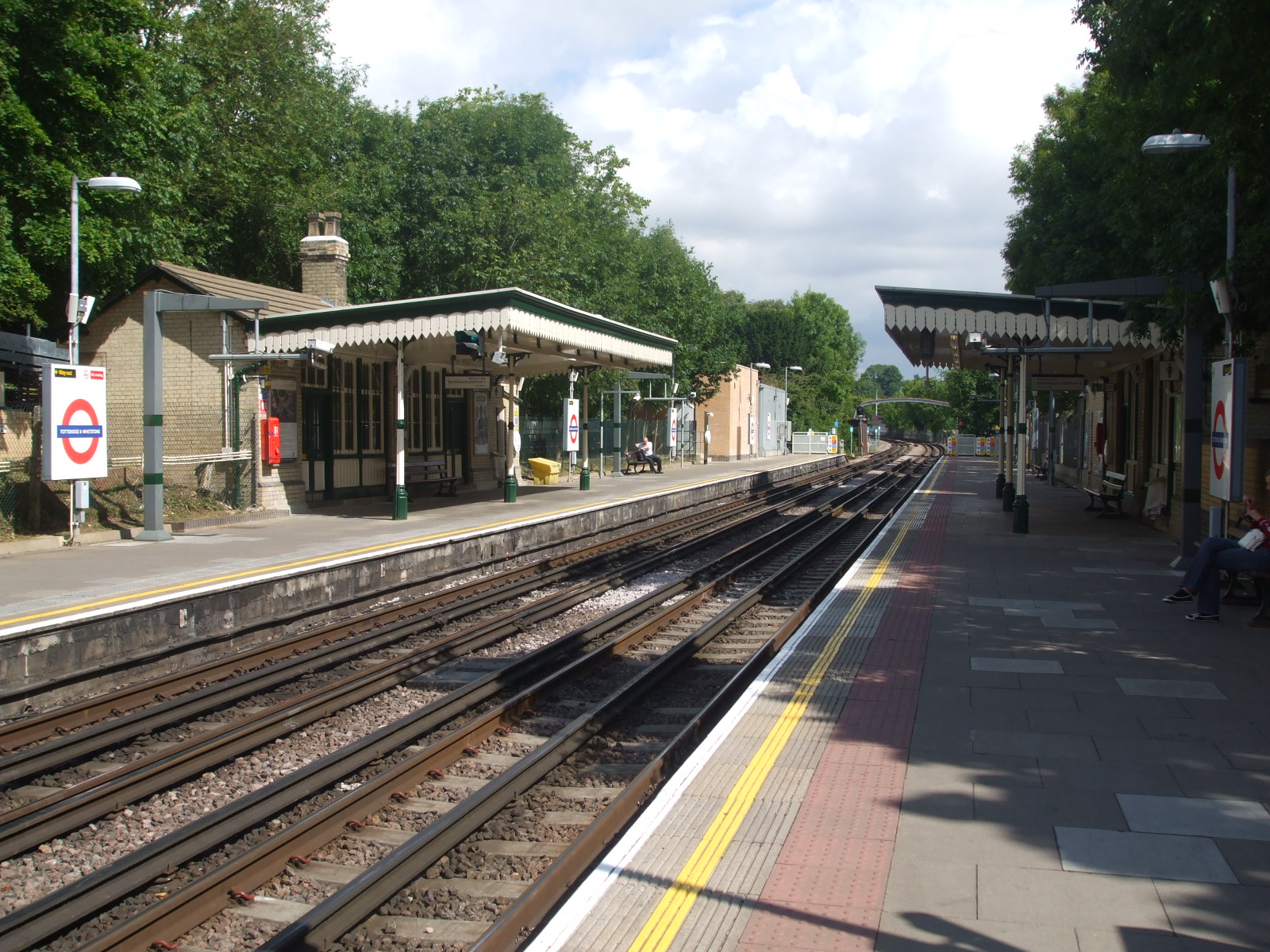
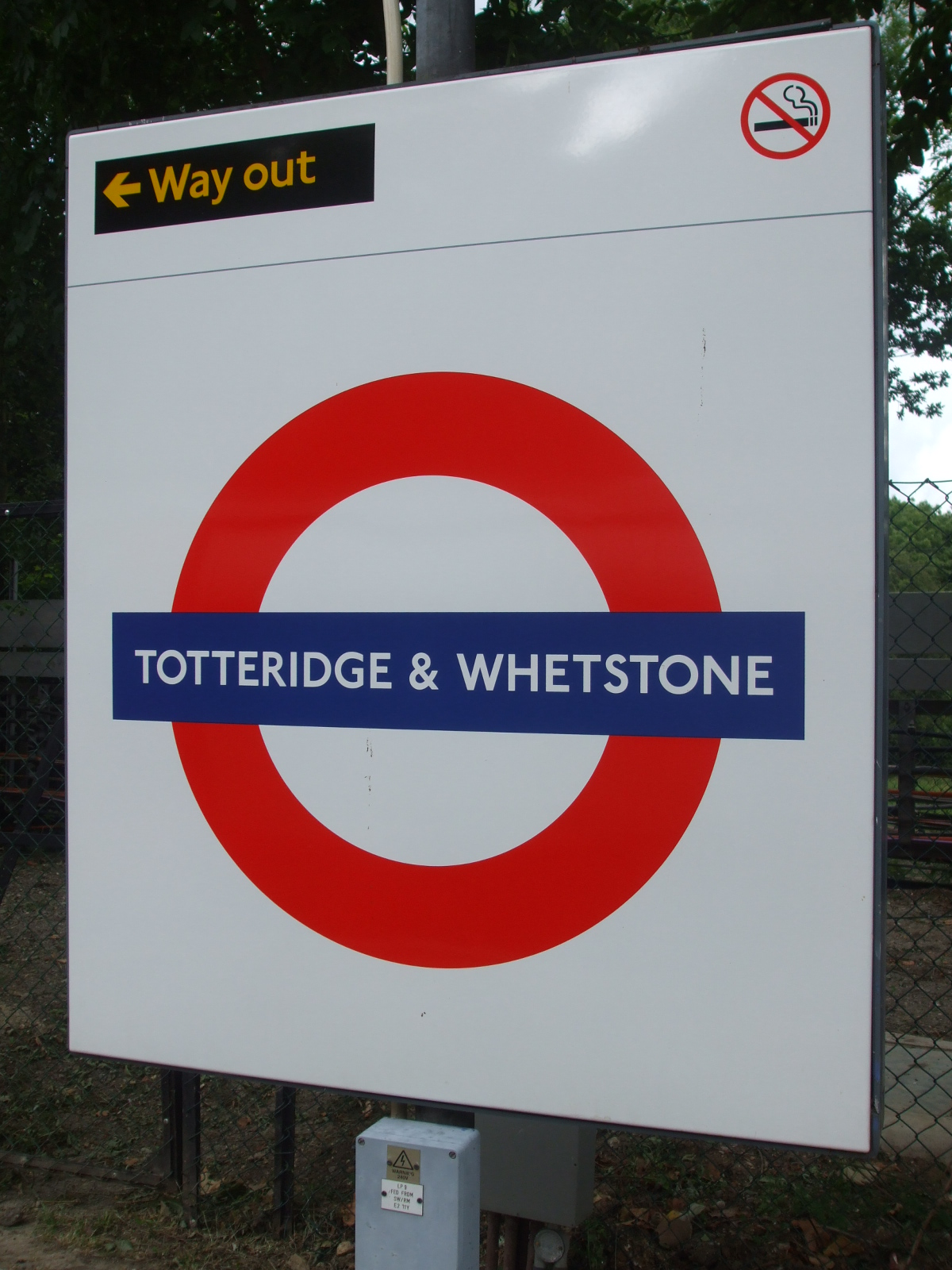